# Antimikrobielle Ausrüstung
Die Antimikrobielle Ausrüstung ist ein Ausrüstungsverfahren, um Textilien so zu bearbeiten, dass Bakterien und Pilze in ihrer Vermehrung gehemmt werden. Bakterien auf der Haut vermehren sich in Anwesenheit von Schweiß sehr schnell und verursachen unangenehme Gerüche.
Das Verfahren wird von einigen Herstellern bei der Herstellung von Sportsocken verwendet, die vom Schwitzen besonders betroffen sind. Weiteres Einsatzgebiete sind Sportbekleidung, Inkontinenzunterlagen und Campingausrüstungen.
Es gibt verschiedene Methoden zur antimikrobiellen Ausrüstung:
- Silberfäden werden beim Zwirnen um ein zweites Trägergarn gewickelt. Der Silberfaden hat auch eine kühlende Wirkung, wenn er in einem Textil am Körper getragen wird.
- Beim Schmelzspinnen können der flüssigen Polymerschmelze Silberionen beigegeben werden. Damit entstehen synthetische Fasern, die zusätzlich zu ihrer Eigenschaft, Feuchtigkeit schnell abzutransportieren, auch die Geruchsbildung hemmen. Da die Silberionen in der Faser enthalten sind, werden sie nicht so schnell ausgewaschen, als wenn sie an der Oberfläche haften.
- Das fertige Textil kann mit bakteriziden Substanzen behandelt werden. Diese werden jedoch relativ schnell ausgewaschen.[3]
- Nach neueste Forschungen können spezielle Algen (Chlorella vulgaris, Spirulina platensis, Lithothamnium calcareum und Braunalgen) genutzt werden, die in der Lage sind Metallionen zu umhüllen. Diese Algen-Metall-Komplexe, in eine Sol-Gel-Matrix gebunden, können so auf Textilien appliziert werden.[4][5] Auch eine Behandlung mit einem aus Neemöl extrahierten Wirkstoff ist möglich.

Bei den auf dem Markt angebotenen antimikrobiellen Mitteln auf Textilien ist darauf zu achten, ob diese diffundieren oder auf der Ware verbleiben. Nicht diffundierende Mittel können durch den Dynamic Shake Flash Test auf ihre Wirkung getestet werden. Diffundierende Mittel hingegen können durch den Agar-Diffusion-Test getestet werden. Solche Mittel bilden in der Petrischale einen Hemmhof in der Bakterienkultur aus.

## Kritik
Neben der erheblichen Umweltbelastung durch die eingesetzten Chemikalien, bei denen es sich u. a. um quaternäre Ammoniumverbindungen, Bisphenole, Imidazole, Diphenylether, Thiobisphenole, organische Zinnverbindungen, Salicylanilid-Derivate, Neomycinsulfat, Ethylenglykol, Chlormetakreosole, Diethylphthalat und Diphenylantimonhexoat handelt, verursacht die antimikrobielle Ausrüstung vielfach Hautallergien.